# Cerchysius australis
Cerchysius australis är en stekelart som först beskrevs av Girault 1915.  Cerchysius australis ingår i släktet Cerchysius och familjen sköldlussteklar. Inga underarter finns listade i Catalogue of Life.